# Lugalbanda a la cova de la muntanya

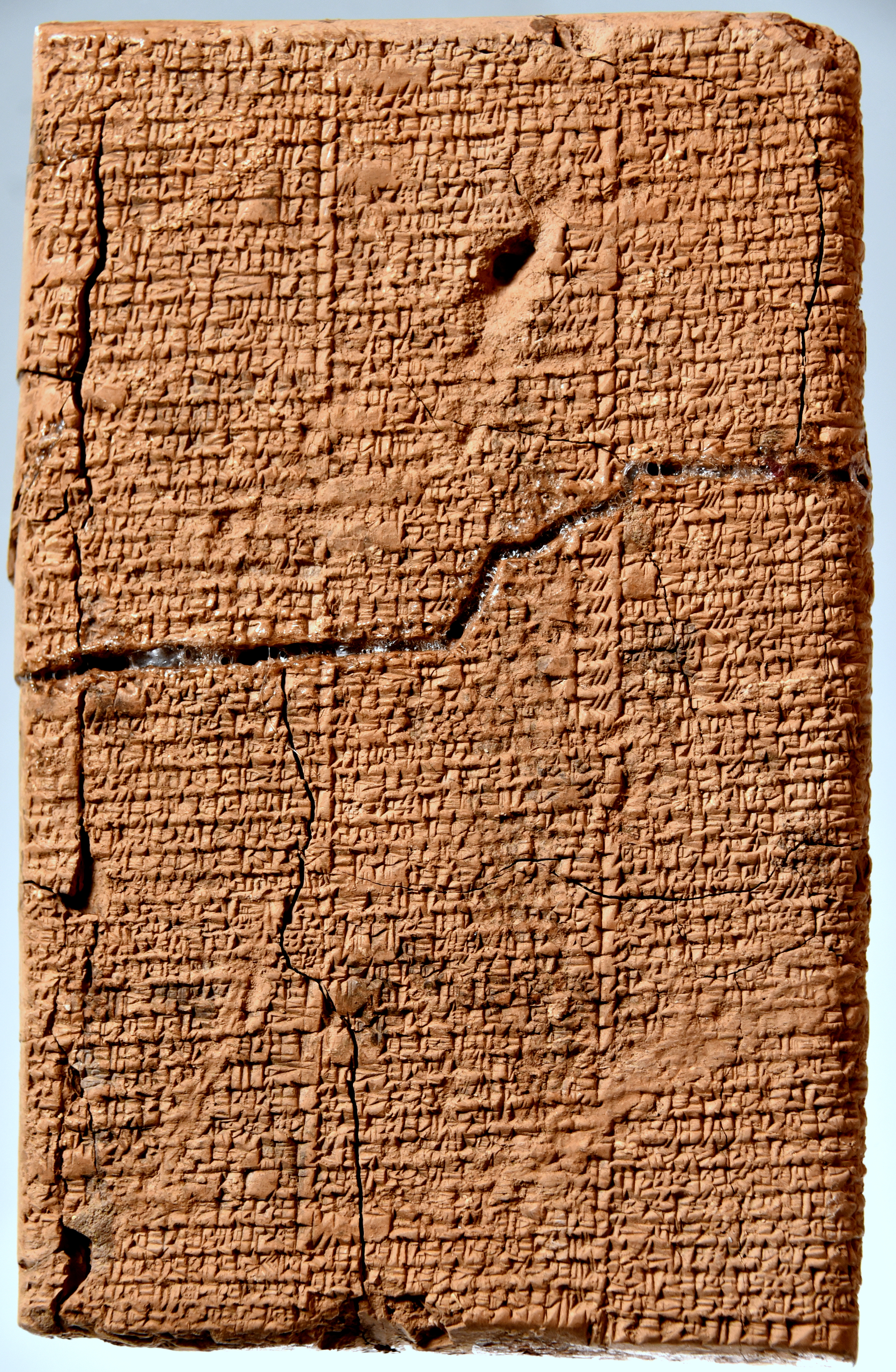
La història de Lugalbanda a la cova de la muntanya. Anvers.

Lugalbanda a la cova de la muntanya és un relat mitològic sumeri.
És una de les quatre històries conegudes que pertanyen a un mateix cicle, on es descriuen els conflictes entre Enmerkar, rei d'Unug (Uruk), i un rei d'Aratta del que no es diu el nom. La història també es coneix amb el nom de Lugalbanda al desert i es complementa amb una altra història coneguda amb el nom de Lugalbanda i l'ocell Anzu. Les dues obres formen les dues parts d'una mateixa història. Les narracions tenen lloc en un passat llunyà, i es creu que els relats es van redactar durant el període de la Tercera dinastia d'Ur al segle xxi aC, tot i que les còpies existents provenen del període en què Larsa havia conquerit Ur (segles XX-XVIII aC). Les tauletes d'argila amb aquestes narracions es van trobar a diversos llocs del sud de l'Iraq, principalment a la ciutat de Nippur, i se sap que formaven part dels textos que s'usaven a les escoles d'escribes sumeris durant el període Babilònic antic (segles XX-XVII aC).

## La narració
El rei sumeri Enmerkar volia conquerir la terra d'Aratta. Va reunir el seu exèrcit i va dirigir-se cap a Aratta, una ciutat a les terres altes de l'est. Entre els combatents hi ha Lugalbanda, cap de l'exèrcit, que va caure greument malalt i els soldats van decidir deixar-lo en una cova, amb algunes provisions, per veure si vivia o moria. Lugalbanda, malalt durant dos dies, va elevar una pregària als déus Xamaix, Inanna i Nanna demanant la curació, i finalment els déus el van curar. Uns dies després va capturar un toro salvatge i dues cabres salvatges abans d'adormir-se. Els déus li van enviar un somni on li deien que sacrifiqués els animals que havia capturat. Els déus An, Enlil, Enki i Ninhursag van assistir al banquet amb les ofrenes del sacrifici. La part final del text està molt fragmentada i no s'entén bé, però sembla indicar que els déus, tot i que tenen un gran poder, tenen també un costat fosc relacionat amb els dimonis.